# Amphotericin B
Amphotericin B ist ein Polyen-Makrolakton aus Streptomyces nodosum, einem Actinobacterium aus der Gattung der Streptomyceten. Es wird als Antimykotikum zur Behandlung von Pilzinfektionen eingesetzt. Amphotericin B wurde 1955 erstmals beschrieben. Die US FDA-Zulassung erfolgte 1959.

## Pharmakologie
Amphotericin B war für lange Zeit das wichtigste Medikament zur Behandlung systemischer Pilzinfektionen (d. h. von Pilzinfektionen, die das Blut und die inneren Organe befallen, im Gegensatz zu rein oberflächlichen Pilzinfektionen der Haut und des Verdauungstraktes). Dabei wurde Amphotericin B insbesondere eingesetzt bei Cryptococcus-Infektionen und Zygomykosen, aber auch bei Histoplasmosen und Blastomykosen. Die Resistenzentwicklung diverser Pilze ist – mit Ausnahme von Aspergillus terreus, hier besteht eine Resistenzrate von 30 % – gering.
Amphotericin B besitzt ein weites Wirkspektrum, wird allerdings hauptsächlich zur Behandlung von Pilzinfektionen eingesetzt. Man kann es lokal (direkt am Wirkort, z. B. auf der Haut) oder systemisch (als Injektion, wodurch der Wirkstoff über den Blutkreislauf an den Zielort gelangt) einsetzen. Bei oraler Anwendung wird Amphotericin B nicht resorbiert und ist lediglich in Mund- und Rachenraum sowie im Verdauungstrakt wirksam, gelangt jedoch nicht in den Blutkreislauf.
Das strukturell sehr ähnliche Amphotericin A besitzt eine Einfachbindung zwischen C28 und C29 anstatt der Doppelbindung. Es wird klinisch nicht verwendet.

## Anwendung
Für die Behandlung von oberflächlichen Pilzinfektionen kann Amphotericin B als Creme oder Salbe bei Pilzinfektionen der Haut oder als Lutschtablette bei Pilzinfektionen in Mund und Rachen gegeben werden.
Zur Behandlung von systemischen Pilzinfektionen wird Amphotericin B als Infusion verabreicht. Wegen seiner hohen Nebenwirkungsrate wird es heute nur noch als Reserveantimykotikum eingesetzt. Allerdings wurden in den letzten Jahren verschiedene Präparate entwickelt, bei denen das Amphotericin B mit Fettmolekülen kombiniert wird (entweder in Liposomen oder als fetthaltige Lösungen). Diese so genannten Lipidformulierungen (L-AmB, Liposomales Amphotericin B, bzw. als Lipid-Komplex ABLC) sind deutlich teurer als die Ausgangssubstanz bzw. das konventionelle Amphotericin B (c-AmB), was sich jedoch aufgrund des beträchtlichen Nebenwirkungsspektrums des nicht-liposomal formulierten Amphotericin B relativiert.
Amphotericin B gilt als einzige Therapieoption bei der sehr seltenen und zu 95 % tödlich verlaufenden
Primären Amöben-Meningoenzephalitis (PAM).
Im Zuge der COVID-19 Erkrankung und dabei selten auftretenden Fällen (Indien) der seltenen Pilzerkrankung Mukormykose wird u. a. Amphotericin B über mehrere Wochen injiziert angewendet.

## Wirkmechanismus
Amphotericin B führt zu einer Wechselwirkung mit dem Zellmembran-Baustein Ergosterin, das zu den Sterinen gehört und in Pflanzen und Pilzen, nicht aber in Wirbeltieren vorkommt. Daraus resultiert eine Erhöhung der Permeabilität der Membran für K+, was nach herrschender Meinung die fungizide Wirkung des Antimykotikums begründet. Neue Studien zeigen allerdings, dass die Störung der Membranpermeabilität nicht unbedingt zum Zelltod führen muss. Die teils erheblichen Nebenwirkungen von Amphotericin B resultieren daraus, dass der Wirkstoff in seiner klassischen Form nicht nur an das Ergosterin der Pilzzelle bindet, sondern auch an menschliche Sterine.

## Wirkspektrum
Empfindlich auf Amphotericin B sind beinahe alle menschenpathogenen Pilze. Ebenso erfasst werden Protozoen wie Trichomonas, Leishmania, Trypanosoma, Entamoeba und Naegleria.
Das möglichst nur noch bei speziellen Indikationen bzw. Konstellationen und nicht bei Niereninsuffizienz oder zusätzlicher nephrotoxischer Therapie anzuwendende konventionelle Amphotericin B (c-AmB) wird vor allem bei Aspergillosen, Candidämie, Erkrankungen durch Candida-Arten wie Candida albicans und Candida krusei eingesetzt, das liposomale Amphotericin B insbesondere bei invasiven Mykosen, empirisch bei Neutropenie sowie Befall mit Candida glabrata oder Candida krusei. Bei invasiven Infektionen durch Candida oder Aspergillen kommt die Anwendung von Amphothericin-B-Lipid-Komplex in Betracht.
Lücken in der Wirksamkeit zeigen Candida lusitaniae, Paecilomyces, Pseudoallescheria, Acremonium, Aspergillus terreus, Aspergillus flavus und eventuell auch Candida guilermondii.
Nicht empfindlich sind Bakterien (inklusive Aktinomyzeten).

## Nebenwirkungen
Welche Nebenwirkungen auftreten, ist stark davon abhängig, ob das Präparat als Creme oder Salbe aufgetragen, als Tablette gelutscht (und geschluckt) oder als Infusionslösung infundiert wurde. Allgemein können jedoch Beschwerden im Verdauungstrakt sowie Ausschläge auftreten. Das Auftreten eines Red man syndrome wurde beschrieben. Bei der Infusionslösung kann es u. a. zu Fieber, Schüttelfrost, Veränderungen des Blutbildes, Hörverlust sowie zu Leber- und Nierenschädigungen kommen, weshalb der Einsatz begrenzt ist. Vor einer Therapie mit Amphotericin sollte eine Testdosis verabreicht werden und nach Beginn der Behandlung (insbesondere beim konventionellen c-AmB und dem liposomalen L-AmB) die Dosis gesteigert werden. Vorsicht ist bei eingeschränkter Nierenfunktion geboten: eine engmaschige Beobachtung von Nierenfunktionsparametern und Elektrolyten ist angezeigt.
Zur Reduktion der Nephrotoxizität sollte eine ausreichende Flüssigkeitszufuhr (Hydratation) nach der Applikation von Amphotericin B erfolgen. Zur Reduzierung der unerwünschten Nebenwirkungen ist die Gabe von Promethazin, Glukokortikoiden oder Pethidin möglich. Die neu verfügbaren Lipidformulierungen von Amphotericin B sind besser verträglich und zeigen eine leicht bessere Ansprechrate als die ursprüngliche Darreichungsform.

## Handelsnamen
Monopräparate
Abelcet (D, A), AmBisome (D, A, CH), Ampho-Moronal (D, A, CH), Amphocil (A), Fungizone (CH), Generika (D, A)
Kombinationspräparate
Mysteclin (D, A)